# Église Saint-Loubouer de Saint-Loubouer
L’église Saint-Loubouer est une ancienne collégiale située sur la commune de Saint-Loubouer, dans le département français des Landes.

## Présentation
Le bourg de l’actuelle commune de Saint-Loubouer s’est formé grâce à l'afflux d'habitants autour d’une abbaye bénédictine établie au Xe siècle, sur l’extrémité d’un promontoire. Cette abbaye se transforme par la suite en une simple collégiale, avec un abbé et huit chanoines, qui existera jusqu’à la Révolution française de 1789.

### Église primitive
On ne sait aujourd’hui si c’est l’abbaye ou la collégiale qui fonde l’église primitive, entre la fin du XIe siècle et le début du XIIe siècle. Cette première église, placée pour la protection de Saint Loubouer, a trois nefs sans transept, mesure 41 mètres de long sur 17 mètres de large, la largeur de chaque bas-côté étant de 4 mètres. Six grandes colonnes surmontées de chapiteaux foliés ont une base arrondie de 2 mètres cinquante au sol.
La belle allure de l’église lui vaut d’être choisie pour la tenue les États des Lannes en 1443, marquant le rattachement du Tursan au royaume de France : les seigneurs gascons jurent sur la croix fidélité au roi de France avec refus de fournir des vivres aux Anglais, régnant sur l’Aquitaine depuis 300 ans par le mariage d’Aliénor d'Aquitaine avec Henri Plantagenêt qui deviendra roi d’Angleterre. La guerre de Cent Ans prend ainsi fin localement.
Au XVIe siècle, la reine de Navarre Jeanne d’Albret se convertit au calvinisme, ce qui déclenche des hostilités liées aux guerres de religion dans toute la Gascogne. Le diocèse d’Aire est écrasé par les troupes de Montgommery, général huguenot de la reine Jeanne, entre le 7 et 10 septembre 1569. L’église primitive de Saint-Loubouer est détruite à cette occasion, comme l'atteste le Procès verbal dit de Charles IX, rédigé par le prieur du monastère de Sainte-Quitterie du mas d’Aire, qui relate les faits en ces termes :
« La dite église de Saint-Loubouer, cloître et maison abbatiale, ont été entièrement ruinés, et les murailles jusqu’aux fondements abattues et démolies sans qu’il y soit demeuré aucune forme ny apparence, et cela a fait faire un dénommé Sansot d’Ayre, disant avoir commission de messieurs les princes et ceux qui abattirent la dite église étaient M. Martin Christophe, Armaignac, Thomas de Cazaux et Pierre Labarrière, maçons commandés par le dit Sansot ; et la maison abbatiale a esté bruslée, et aussi les ornements emportés et pillés par le régiment du capitaine Senégas de la dite religion… et, depuis la démolition de la dite église, a esté prise la pierre d’icelle par plusieurs du dit lieu et encore depuis la publication de la paix. ».
De la magnifique collégiale romane de Saint-Loubouer, seules ont résisté à la pioche des démolisseurs une partie de la façade et l’absidiole nord. La rage des Huguenots se porte sur le bourg lui-même où, selon la tradition orale, seule une maison reste debout, à l’angle du chemin de Castelnau. Sans plus de gîte ni d’église, les chanoines trouvent refuge à l’abbaye de Saint-Sever, où ils séjournent jusqu’au rétablissement de la paix. À leur retour, il constatent que les habitants du bourgs ont pillé les ruines et réutilisé les matériaux pour reconstruire leur propre logement détruit.

### Église actuelle
Les travaux de reconstruction débutent vers 1590. On réutilise les pierres amoncelées et les anciens chapiteaux pour rebâtir six pilastres carrés en lieu et place des anciennes élégantes colonnes. Sous Louis XIII, le clocher massif et carré est érigé grâce aux pierres non utilisées pour la reconstruction des murs. Sous Louis XV, le chapitre de chanoines orne sa sacristie de boiseries à armoires pour l’abbé et chacun des chanoines, mais l’absidiole nord voit ses peintures murales condamnées.

## Galerie

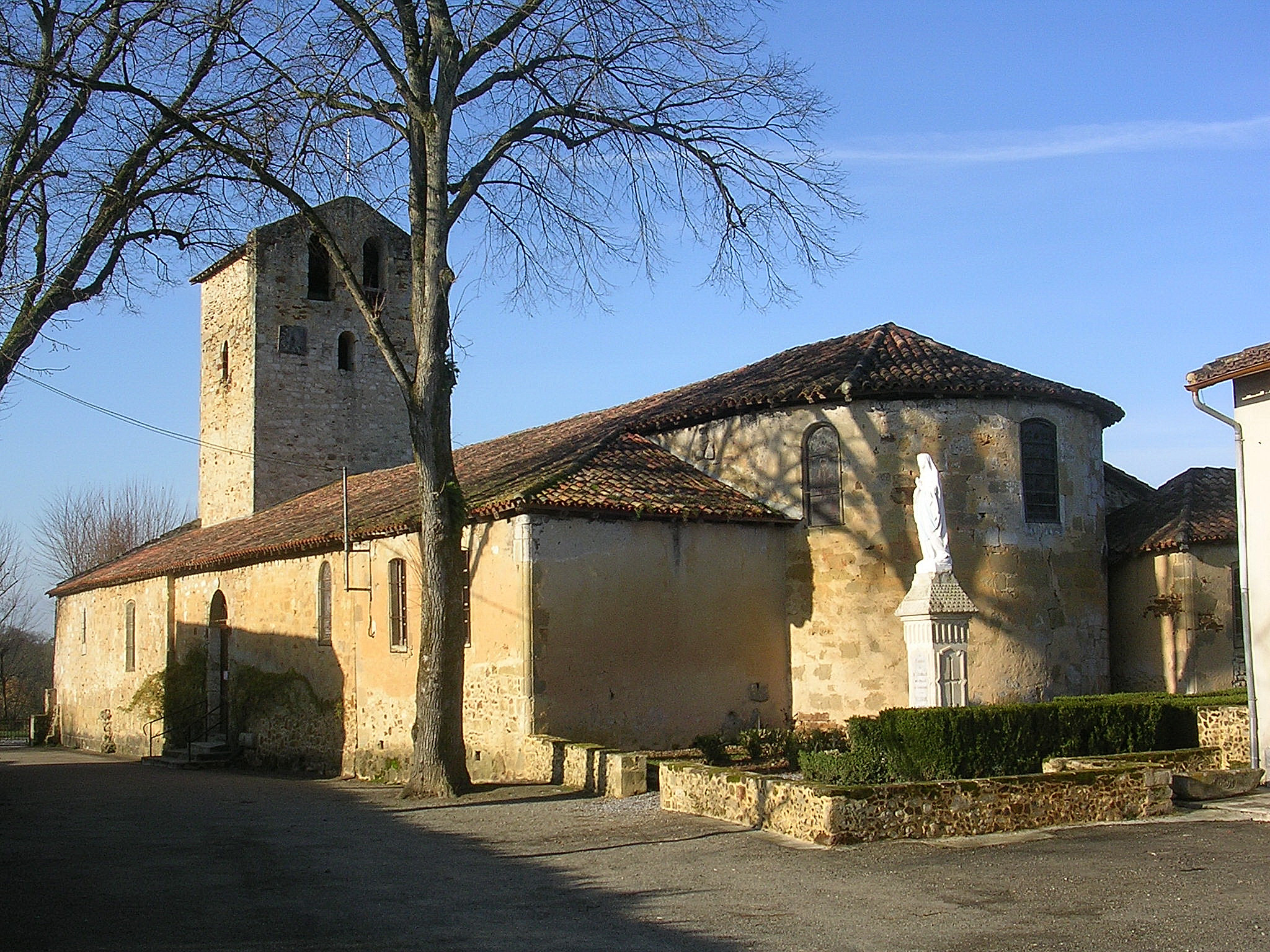
L'abside
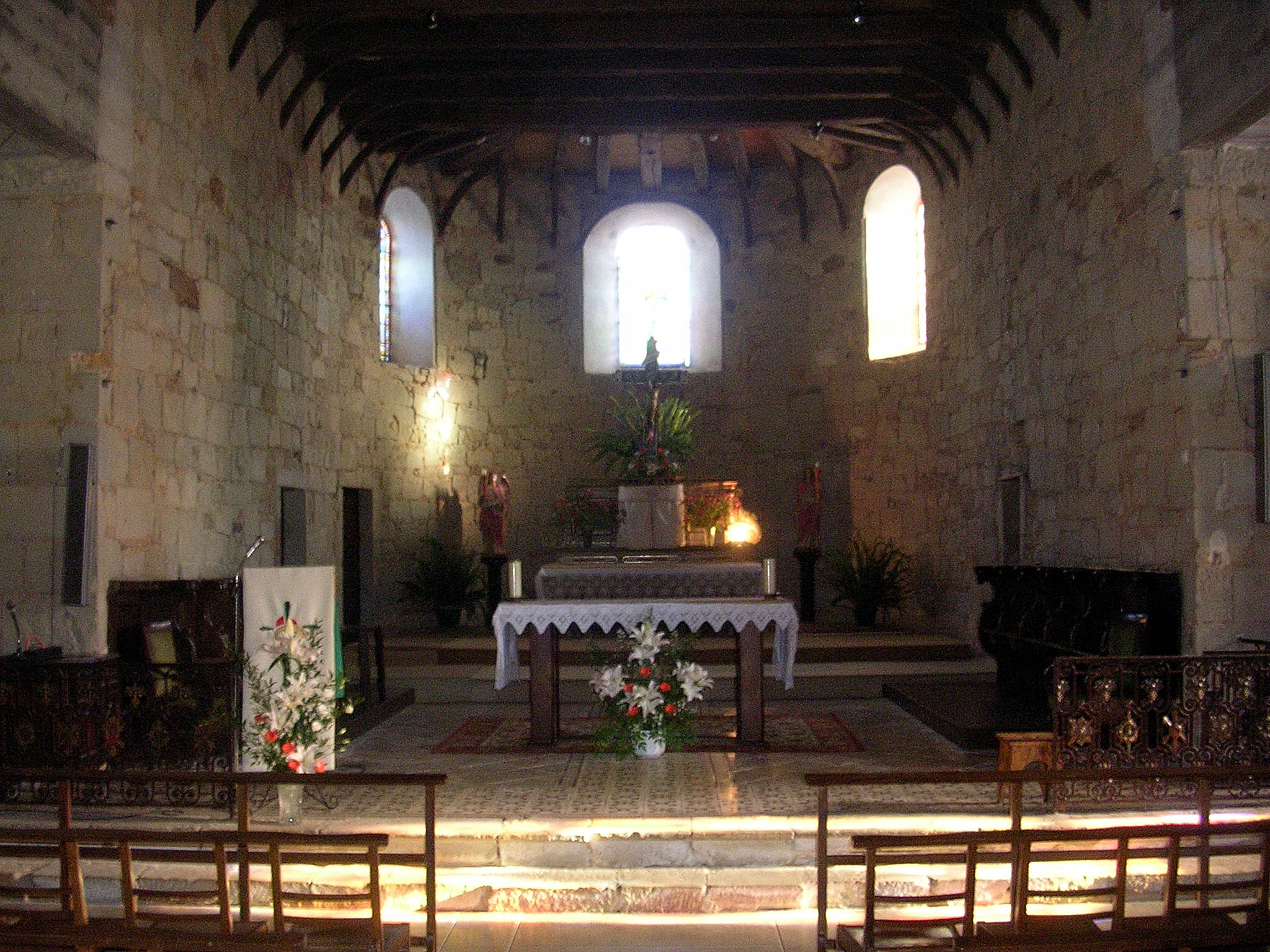
Le chœur
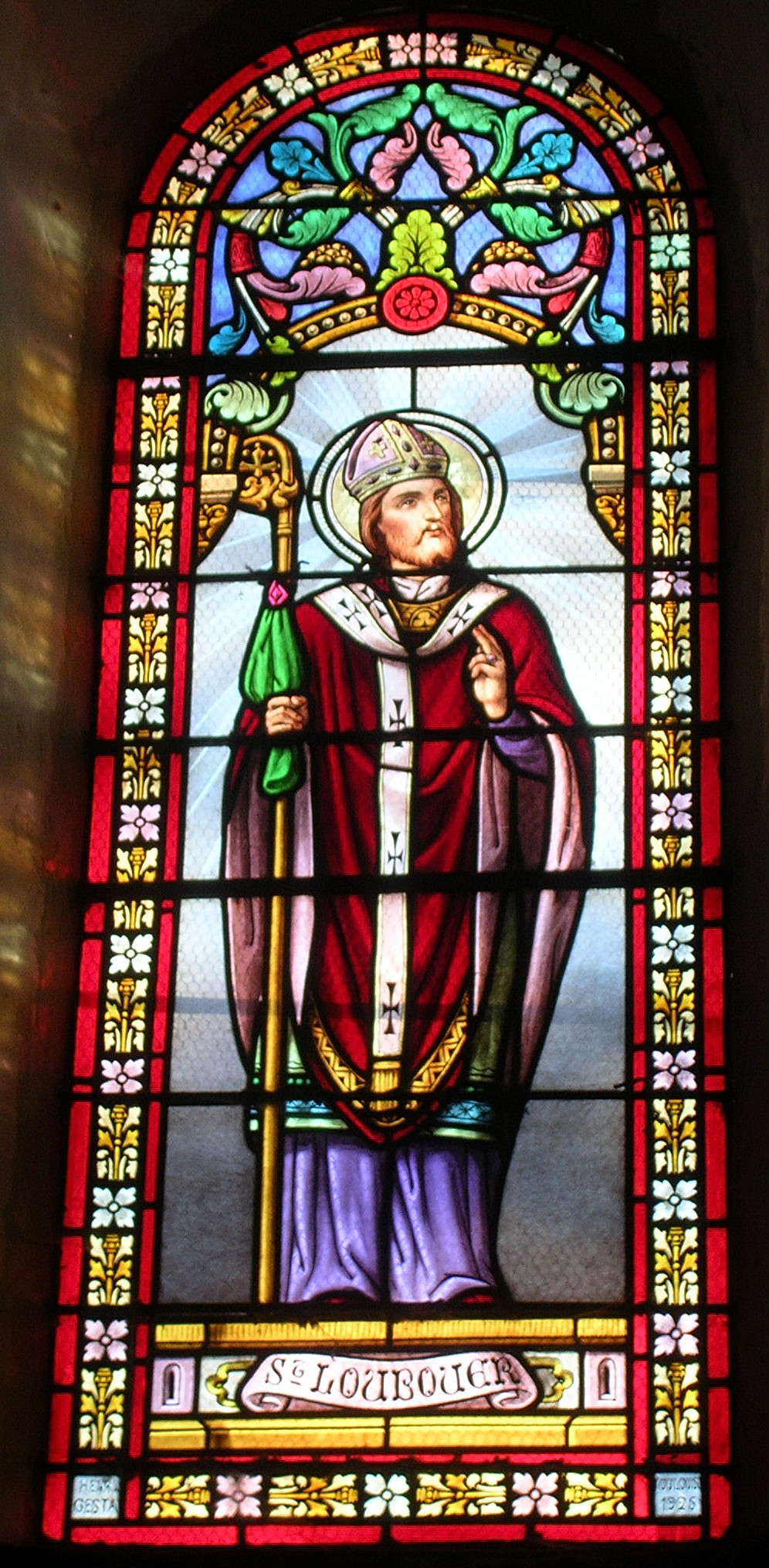
Vitrail de saint Loubouer en habit d'évêque
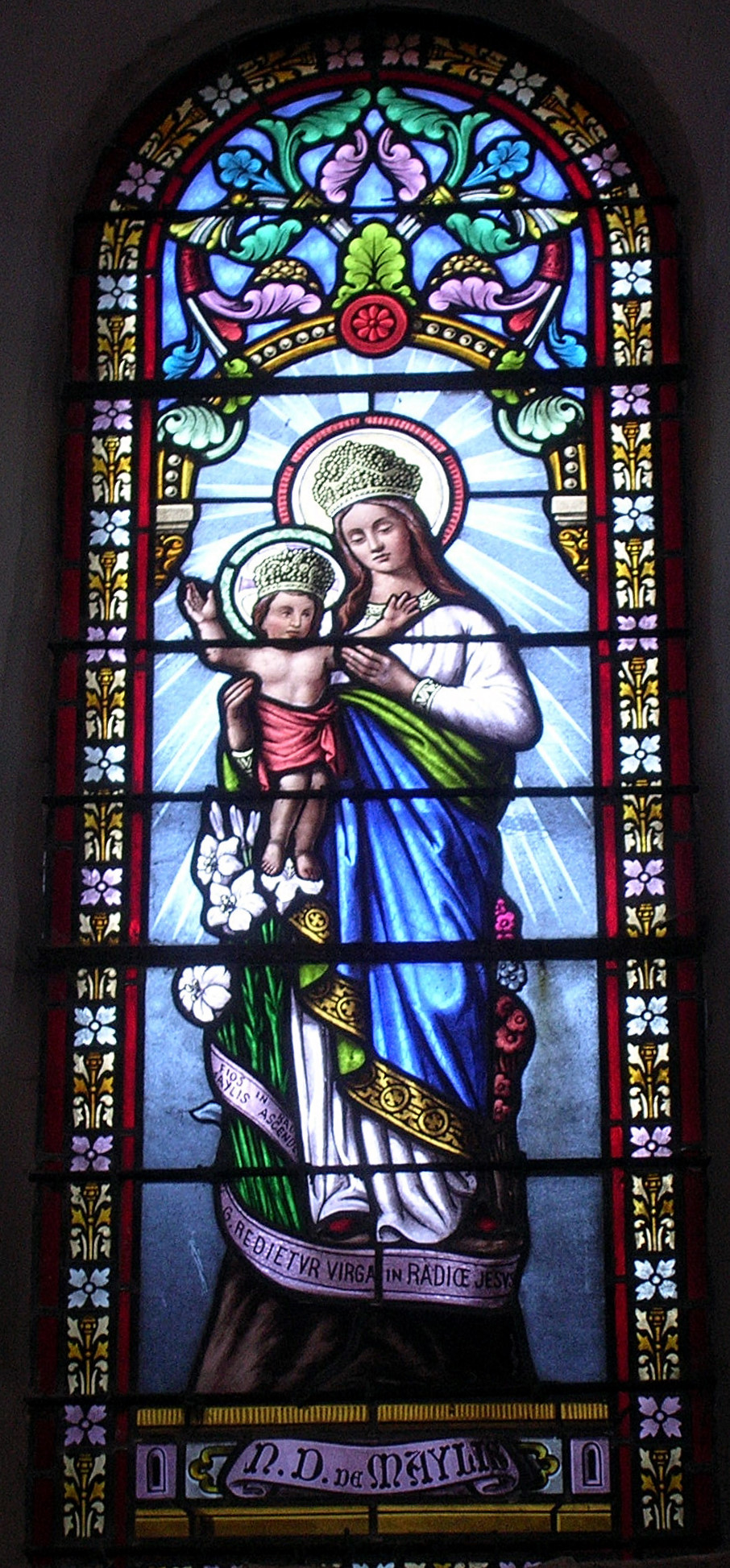
Vitrail de Notre-Dame de Maylis
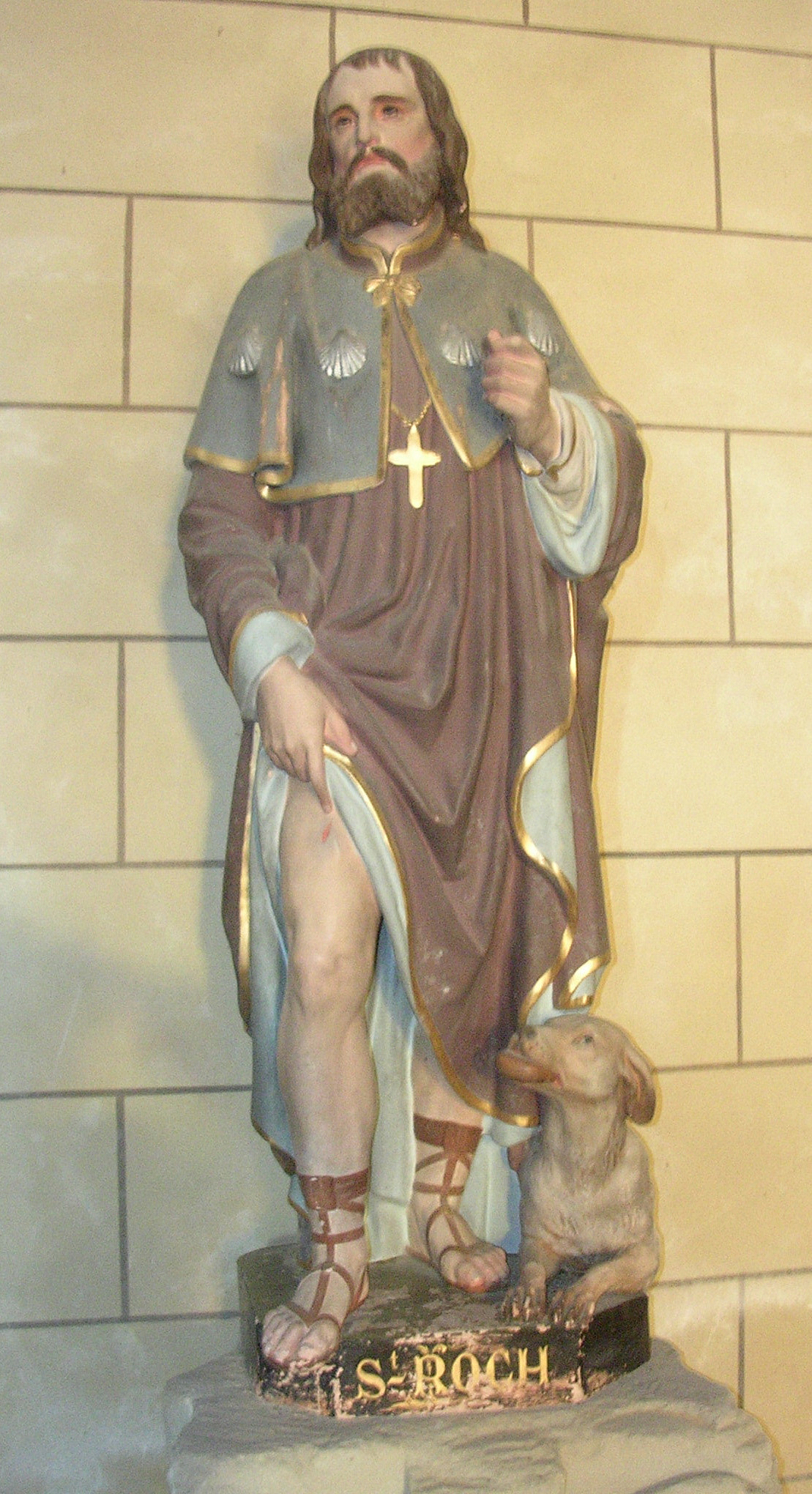
Statue de saint Roch montrant sa plaie